# Mesoleptogaster levusara
Mesoleptogaster levusara là một loài ruồi trong họ Asilidae. Mesoleptogaster levusara được Evenhuis miêu tả năm 2006. Loài này phân bố ở miền Australasia.